# IC 134
IC 134 ist ein Stern im Sternbild Triangulum am nördlichen Fixsternhimmel. Der Stern wurde am 28. Oktober 1889 vom französischen Astronomen Guillaume Bigourdan entdeckt und wurde wahrscheinlich irrtümlich für eine Galaxie gehalten.